# MAZ-538
 (mars 2020).
Si vous disposez d'ouvrages ou d'articles de référence ou si vous connaissez des sites web de qualité traitant du thème abordé ici, merci de compléter l'article en donnant les références utiles à sa vérifiabilité et en les liant à la section « Notes et références ».
Le MAZ-538 (en russe : МАЗ-538) est un bulldozer à roues lourd qui a été conçu et fabriqué par Minskyi Avtomobilnyi Zavod durant les années 1950 pour l'armée russe. 
Il a été précédé par le prototype MAZ-528. Durant des décennies, des améliorations ont été apportées. Sa production a été abandonnée au début des années 1990.

## Histoire

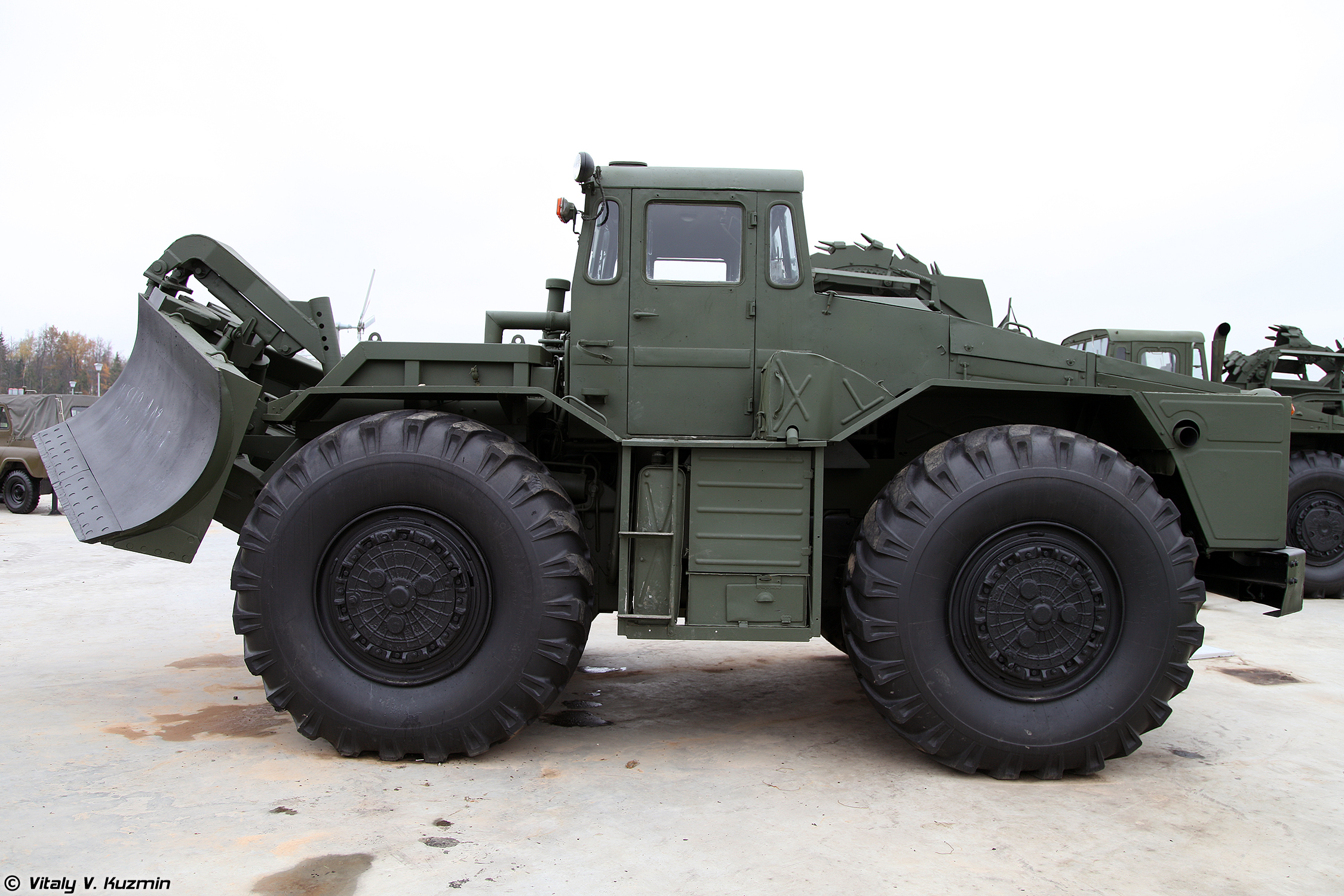
Vue de côté

Dès 1955, une série de prototypes de bulldozers à roues lourds furent construits et testés. À l'époque, ils étaient encore connus sous le nom de MAZ-528. On ignore à quel moment et pourquoi ils ont ensuite été appelés MAZ-538 mais on sait qu'ils ont été produits en série depuis 1964 sous ce dernier nom.
Dès 1965, d'autres usines commencèrent à produire différentes variantes du véhicule. Contrairement aux prototypes et aux premiers modèles, ces productions eurent aussi lieu, partiellement, hors des usines MAZ, dans des usines d'armement encore secrètes (ou même inexistantes officiellement) comme MZKT ou KZKT. Beaucoup de variantes ont été produites jusque dans les années 1990, souvent mentionnées par une combinaison de 3 lettres comme BKT (en russe : БКТ) or PKT (en russe : ПКТ) au lieu de MAZ-538. Le KT désigne les tracteurs à roues (en russe : колесный тягач), la première lettre est relative à l'utilisation spécifique en fonction des équipements.
Les nombreuses variantes se sont largement répandues dans l'armée soviétique ainsi que dans les républiques qui succédèrent à l'URSS. Certaines copies sont aujourd'hui présentées dans des musées, d'autres continuent de servir dans le civil.

## Description
Le véhicule se tient sur 4 roues de tailles égales avec des pneus à faible pression. Les roues arrière sont directrices à la manière d'un chariot élévateur. La lame de bulldozer a été conçue, sur les premiers modèles, avec une forme de V caractéristique, progressivement remplacée par une lame plate. Plus tard, il a été décidé d'ajouter des équipements supplémentaires à l'arrière du véhicule, comme des dispositifs de traction, de dents rippers pour assouplir le sol. En fonction de la version, l'engin était opéré par 1 ou 2 personnes.
L'énergie pour la machine et les équipements auxiliaires provient dans les deux cas du V12 D12A-375 diesel, originellement conçus pour les chars pendant la Seconde Guerre mondiale. Le moteur de 38,8 litres produit 375 cv. Durant l'histoire de la production, il y eut des tentatives pour améliorer les performances avec une version 525 cv qui ne fut pas homologuée pour des raisons inconnues. Toutes les variantes étaient équipées de transmission 4×4 conçues pour durer.

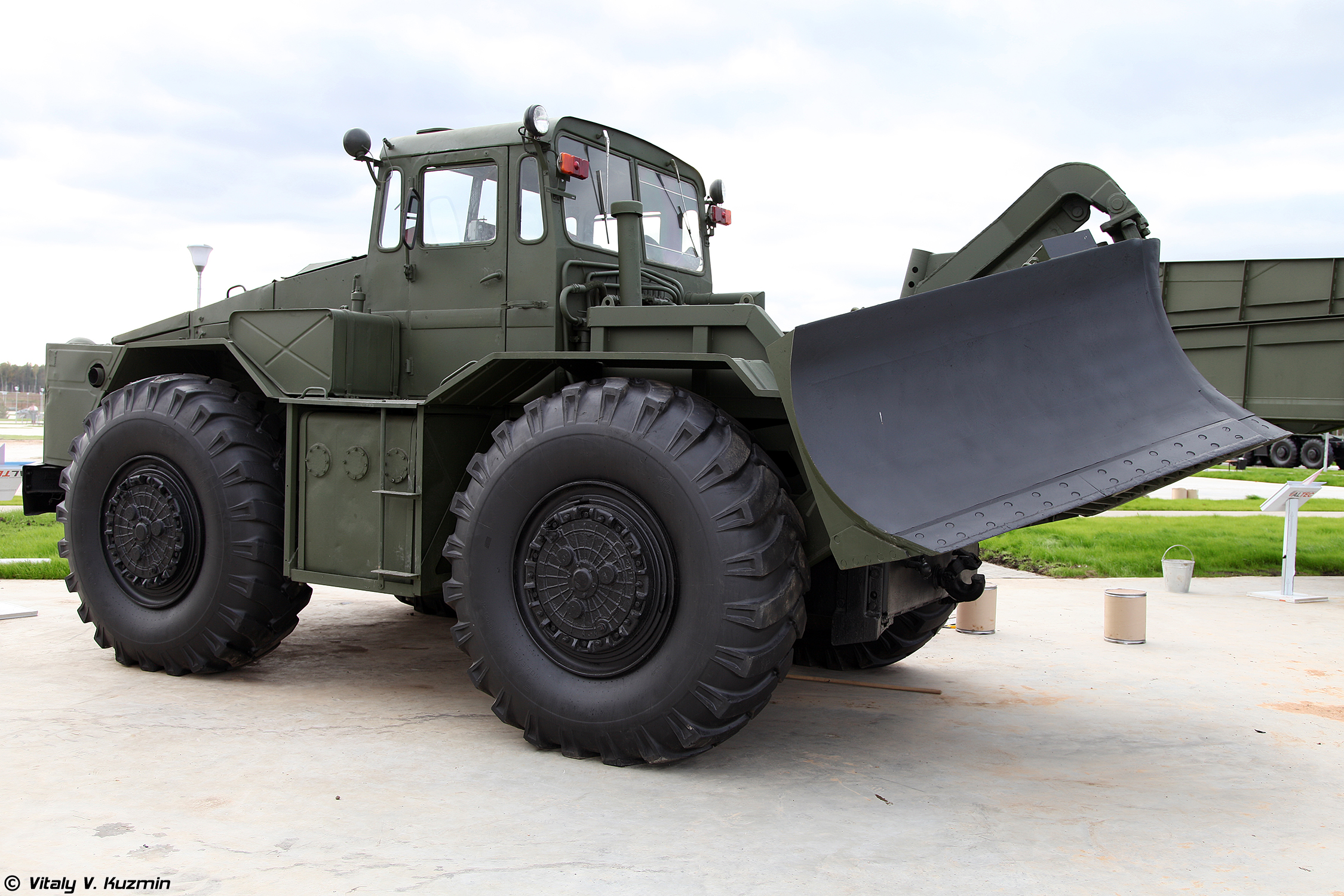
Vue arrière du véhicule (2016)

Au cours du temps, il y a eu une tendance à rendre les véhicules plus gros et plus lourds. Ainsi, en 1965, l'empattement de la version KZKT-538DP (en russe : КЗКТ-538ДП) a été élargie de plus d'un mètre. Sur les derniers modèles, le poids à vide a été augmenté de près de 10 tonnes. Aussi, les performances horaires ont été améliorées. En fonction des designs, les engins précédents étaient désignés pour déplacer entre 60 et 100 m3 de sol par heure. La dernière génération fut conçue pour déplacer plus de 160 m3 par heure.

## Données techniques
(pour la version de base)

### Mécanique
- Moteur : V-12 diesel
- Type de moteur : D12A-375
- Cylindrée : 38,88 l
- Puissance : 276 kW (375 ch)
- Transmission : (4×4)
- Consommation : approx. 100 l/100 km
- Réservoirs : 2 × 240 l
- Vitesse max : 45 km/h
- Voltage du système électrique : 24 V

### Dimensions et poids
- Longueur : 5 870 mm
- Hauteur : 3 120 mm
- Largeur : 3 100 mm
- Empattement : 3 000 mm (plus tard élargie à 4 200 mm)
- Garde au sol : 480 mm
- Largeur au sol : 2 520 mm
- Poids à vide : 16,5 tonnes
- Poids total maximum: plus de 19,5 tons